# GLKS Nadarzyn
GLKS Nadarzyn – polski klub piłkarski z siedzibą w Nadarzynie, powstały w 1952 roku. W sezonie 2024/2025 występuje w klasie A, gr. Warszawa IV.  Klub przed przystąpieniem do sezonu 2011/2012 wycofał się z udziału w II lidze.

## Sukcesy
- Awans do II ligi w sezonie 2009/2010[1]

## Pozycje klubu w rozgrywkach ligowych
| Sezon   | Liga                                | Pozycja | Punkty | Bramki | Uwagi                                                                 |
| ------- | ----------------------------------- | ------- | ------ | ------ | --------------------------------------------------------------------- |
| 1998/99 | Liga okręgowa (grupa Warszawa)      | 16      | 23     | 51:93  | spadek                                                                |
| 1999/00 | Klasa A (grupa Warszawa)            | 3       | 65     | 89:33  | awans · Przed sezonem GLKS zmienił nazwę na Stalmex Nadarzyn.         |
| 2000/01 | Liga okręgowa (grupa Warszawa III)  | 3       | 68     | 59:30  |                                                                       |
| 2001/02 | Liga okręgowa (grupa Warszawa)      | 1       | 77     | 74:20  | awans · Przed sezonem klub wrócił do tradycyjnej nazwy GLKS Nadarzyn. |
| 2002/03 | IV liga (grupa mazowiecka)          | 13      | 43     | 43:49  |                                                                       |
| 2003/04 | IV liga (grupa mazowiecka)          | 16      | 39     | 31:53  |                                                                       |
| 2004/05 | IV liga (grupa mazowiecka)          | 2       | 75     | 83:38  |                                                                       |
| 2005/06 | IV liga (grupa mazowiecka)          | 4       | 63     | 74:34  |                                                                       |
| 2006/07 | IV liga (grupa mazowiecka)          | 2       | 69     | 55:26  |                                                                       |
| 2007/08 | IV liga (grupa mazowiecka)          | 2       | 71     | 46:20  |                                                                       |
| 2008/09 | III liga (grupa łódzko-mazowiecka)  | 2       | 61     | 52:29  | reforma rozgrywek; baraże o II ligę                                   |
| 2009/10 | III liga (grupa łódzko-mazowiecka)  | 1       | 66     | 51:21  | awans                                                                 |
| 2010/11 | II liga (grupa wschodnia)           | 14      | 39     | 29:39  | po zakończonym sezonie GLKS wycofał się z rozgrywek II ligi           |
| 2011/12 | IV liga (grupa mazowiecka południe) | 14      | 23     | 29:68  | spadek                                                                |
| 2012/13 | Liga okręgowa (grupa Warszawa II)   | 6       | 45     | 50:48  |                                                                       |
| 2013/14 | Liga okręgowa (grupa Warszawa II)   | 15      | 33     | 43:74  | spadek                                                                |
| 2014/15 | A klasa (grupa Warszawa III)        | 6       | 52     | 82:42  |                                                                       |
| 2015/16 | A klasa (grupa Warszawa III)        | 4       | 40     | 53:41  |                                                                       |
| 2016/17 | A klasa (grupa Warszawa III)        | 9       | 33     | 49:76  |                                                                       |
| 2017/18 | A klasa (grupa Warszawa III)        | 4       | 48     | 86-53  |                                                                       |
| 2018/19 | A klasa (grupa Warszawa III)        | 2       | 63     | 114-38 | awans                                                                 |
| 2019/20 | Liga okręgowa (grupa Warszawa II)   | 13      | 13     | 25:30  |                                                                       |
| 2020/21 | Klasa okręgowa (grupa Warszawa II)  | 9       | 51     | 80-74  |                                                                       |
| 2021/22 | Klasa okręgowa (grupa Warszawa II)  | 10      | 36     | 58-63  |                                                                       |
| 2022/23 | Klasa okręgowa (grupa Warszawa II)  | 13      | 21     | 32-94  | reforma rozgrywek w woj. mazowieckim; utrzymanie po barażach          |
| 2023/24 | Klasa okręgowa (grupa Warszawa II)  | 16      | 9      | 20:110 | spadek                                                                |

| Oznaczenie kolorami |
| ------------------- |
| III poziom ligowy   |
| IV poziom ligowy    |
| V poziom ligowy     |
| VI poziom ligowy    |
| VII poziom ligowy   |